# 栋玛区
栋玛区，旧名昆马区（Kun ma），曾改译为格迈区，是缅甸佤邦勐冒县下辖的一个区。

## 地理
栋玛区位于勐冒县东北部，西临邦外区、王冷区，西南邻龙潭区，南接中国云南省西盟县新厂镇和中课镇，东接云南省澜沧县雪林佤族乡，北接云南省沧源县单甲乡。

## 行政区划
栋玛区下辖10乡：
- 栋玛乡（eung' Taoh' Mie'）
- 到绍乡：一村[7]
- 芒海乡
- 芒来乡（马儿乡）：一村、四村[8]
- 洋来乡[9]
- 公归乡
- 永定乡（Eung' Yaong Ting）
- 永都乡
- 东兴乡
- 永农乡[8]
- 曼惹乡：一村[8]
- 芒光乡[8]